# 八穀增廿五
天貓座4，又名BD+59 964，HD 43812、SAO 25678、HR 2257，是天貓座的一颗恒星，视星等为5.94，位于銀經155.35，銀緯19.54，其B1900.0坐标为赤經6h 13m 11.1s，赤緯+59° 19.54′ 54″。